# Rutnätsplan och radialplan
Rutnätsplan och radialplan är inom stadsplanering sätt att anlägga en stads gatumönster. Radialplanen har sitt ursprung i renässansen, medan rutnätsplaner förekom redan i antiken. Radialplanen användes under en kort tid och för ett fåtal städer. Rutnätsplanen var det dominerande planidealet ända fram till 1800-talets slut.

## Teori
Gällande en stads gatumönster fanns fram till 1800-talet två grundtyper, den radiella planen och den rätvinkliga planen. Den senare fick på 1800-talets mitt en variant med diagonala huvudgator, som är på sätt och vis en kombination av radialplan och rutnätsplan.

## Rutnätsplan

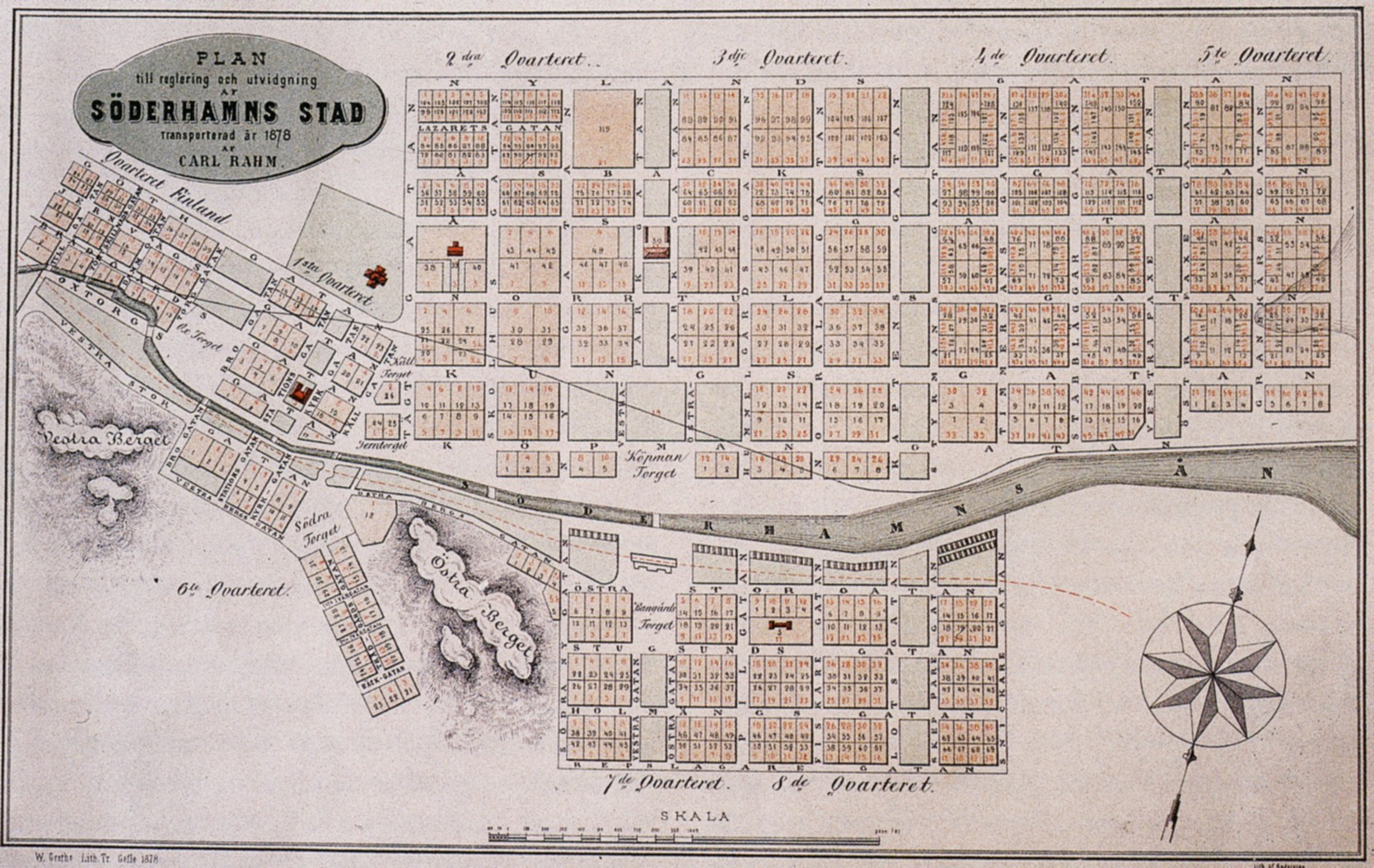
Rutnätsstaden Söderhamns stad

Under hela den förindustriella epoken strävade stadsplanerare efter ett rätvinkligt planmönster, där gator och kvarter bildar rutor, planen kallas därför rutnätsplan. Denna term innebär ett system där gator är genomgående genom hela stadsområdet och skär varandra i mer eller mindre räta vinklar. Några gator utgör huvudgator, de utformas i regel något bredare. Plantypen kallas även "renässansplan", men den har funnits redan under antiken och praktiserades vid nyplaneringen av många medeltida städer.
I Sverige användes rutnätsplaner i stor omfattning i samband med den enorma planerings- och nybyggnadsverksamheten under stormaktstiden. Cirka 50 nya städer grundades och praktiskt taget samtliga fick rutnätsplaner. Även befintliga städer skulle omgestaltas, som Härnösand  (1648) och stadsdelarna  Norrmalm  (1637) och Södermalm (1641) i Stockholm. 
Efter 1800-talets mitt luckrades rutmönstret upp genom diagonala avenyer, som blev de stora utfartsvägarna. Flera sådana diagonaler möttes i stora stjärnplatser. Stadsbilden kompletterades dessutom gärna med ringboulevarder. Idéerna hämtades främst från de stora kejsarstäderna i Europa, S:t Petersburg, Wien, Paris och Berlin, där Ringstraße i Wien och Georges-Eugène Haussmanns boulevarder i Paris blev förebilder. I Stockholm tillämpades dessa förebilder av Albert Lindhagen med bland annat Karlavägen och Narvavägen som diagonaler och Ringvägen som ringboulevard.

### Rutnätsstad
Rutnätsstad är ett begrepp för det stadsplaneidéal som växte fram från 1600-talets början och varade till 1800-talets slut. Den fysiska stadsbilden i en rutnätsstad innebär att staden är uppbyggd av raka, parallella gator som korsas av andra gator i vinkel så att ett rutnät av kvarter uppstår. Ett gott exempel på en rutnätsplan i Sverige är Karlskronas stadsplan (Trossö) och även Karlshamns centrum. Ett internationellt exempel på den här typen av stadsplan är Manhattan i New York. Denna plan är för övrigt ett yngre exempel på samma stadsplaneideal som Karlskrona.

## Radialplan

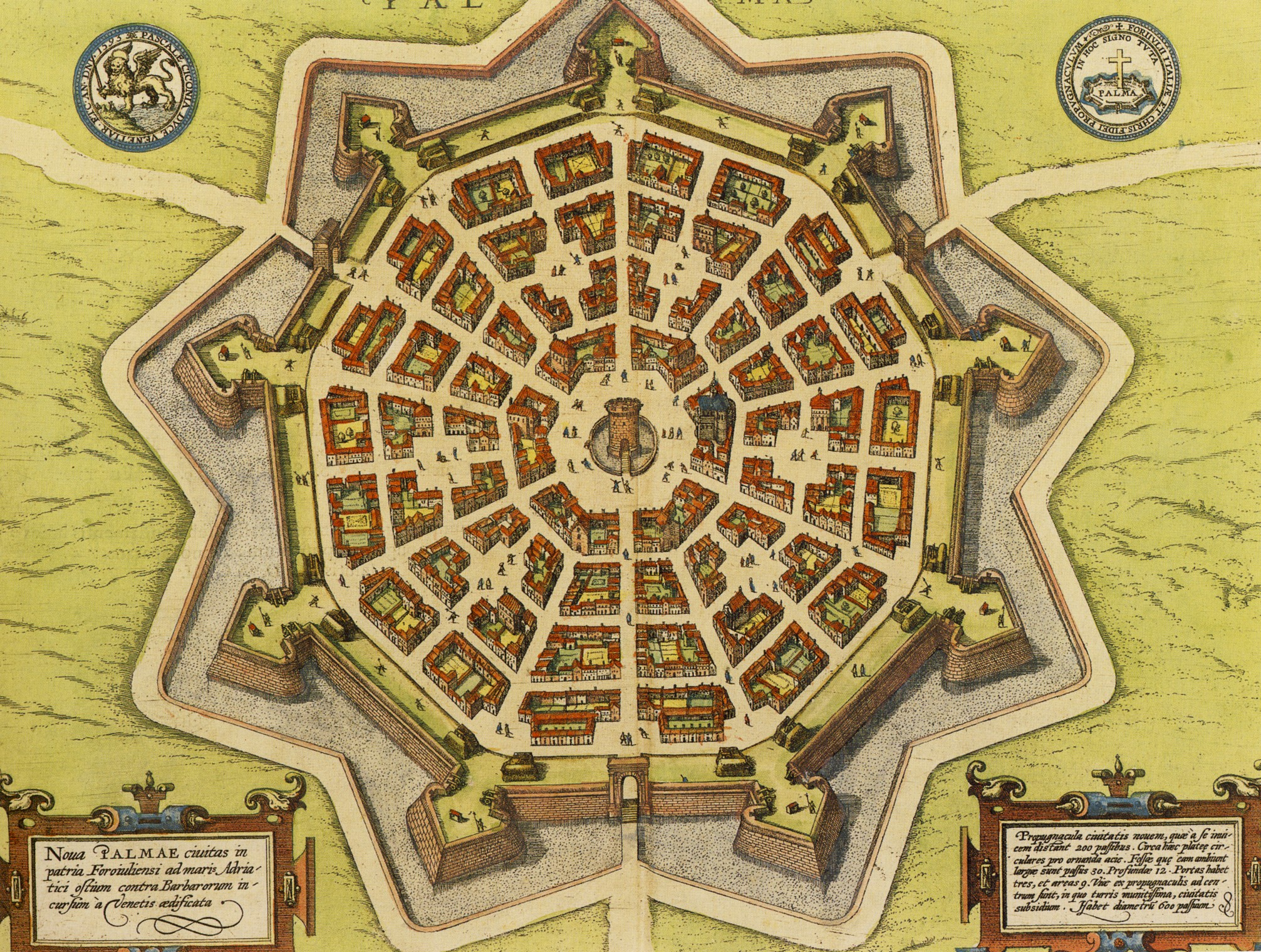
Radialstaden Palmanova

Radialplanen hade utarbetats av renässansens stadsplanerare som ville skapa den ideala staden, vacker (symmetrisk) och säker. Idéerna förverkligades i idealstaden Palmanova som uppfördes i slutet av 1500-talet. Palmanova var en fästningsstad som fick en radialplan med gator som strålar ut från ett centralt torg och tvärgator som bildar koncentriska ringar. Det gav inte bara estetiska fördelar utan även praktiska, främst snabb kommunikation mellan stadens centrum och alla delar på det omgivande stjärnfortet. Palmanova är en av de få städer i Europa som har helrunt stjärnfort i kombination med en radialplan. I Nordeuropa finns bara Fredrikshamn (finska Hamina) som planerades på 1720-talet och som har en liknande idealform.

### Stockholm
I Stockholm finns en antydan till en radialplan. Lägger man in en regelbunden tolvsidig polygon över stadens rutnät, med före detta slottet Tre Kronors torn i centrum, finner man att stadsplanen med gatornas riktning och avstånd från centrum mycket noggrant följer renässansens stadsplaneideal. Det gjorde konsthistorikern Marianne Råberg och hon kunde finna ett mönster som kan tyda på en, numera försvunnen, generalplan för den fysiska planeringen av Stockholm. 
Intressant är i detta sammanhang placeringen av de 1622 beslutade tullstaketen. De ingår i en vid cirkel runt malmarna och Ladugårdslandet med samma avstånd från tornet Tre Kronor. Stadsgränsringen var dock inte helt rund, utan snarare avfasad med tolv sidor som en regelbunden polygon. Men ett Stockholm med en stjärnformig, av sten uppbyggd befästningskrans enligt modellstaden Palmanova, gick inte att genomföra på öarna mellan Mälaren och Östersjön, även om möjligtvis idén och viljan fanns.